# Романюк Федір Олексійович
Федір Олексійович Романюк (біл. Фёдар Аляксеевіч Раманюк; нар. 28 квітня 1952, с. Довгий, Пружанський район, Берестейська область) — білоруський учений у галузі електроенергетики. Член-кореспондент (2014), доктор технічних наук (1999), професор (2001). Відмінник енергетики Республіки Білорусь (1995). Відмінник освіти Республіки Білорусь (2012). Заслужений працівник освіти Республіки Білорусь (2017).

## Біографія
У 1971 році закінчив Молодечненський політехнікум.
З відзнакою скінчив Білоруський політехнічний інститут (1978).
З 1978 року в Білоруському політехнічному інституті, з 1984 року доцент, з 1997 року заступник проректора з наукової роботи, з 2001 року проректор з наукової роботи, з 2002 року проректор з наукової та виробничої діяльності, з 2010 року проректор з наукової та інноваційної роботи, з 2016 року професор.
З 2016 року головний редактор міжнародного науково-технічного журналу «Вісті вищих навчальних закладів та енергетичних об'єднань СНД. Енергетика».

## Нагорода
Нагороджений медаллю «За трудові заслуги» (2011).

## Наукова діяльність
Наукові праці присвячені розробці основ побудови мікропроцесорних систем захисту та автоматизації електроустановок, а також їх математичному моделюванню для дослідження поведінки методом обчислювального експерименту. Створив нові високоефективні способи визначення інформаційних параметрів вхідних сигналів у мікропроцесорних системах захисту і автоматики, розробив такі пристрої для практичного впровадження, що послужило основою для організації їх виробництва в Білорусі.
Автор понад 210 наукових і методичних праць, включаючи 5 монографій, 5 навчальних посібників, понад 25 авторських свідоцтв і патентів.